# Nathan Vetterlein
Nathan Robert Vetterlein (nascido em 20 de novembro de 1982) é um ator, dublador, escritor, gamer e YouTuber americano. Ele é mais conhecido por dublar o personagem Scout em Team Fortress 2. Nathan é conhecido como ChiliOfDestiny no YouTube.

## Carreira
Nathan Vetterlein estreou em 2004, no filme The Standard v.15, ele interpretou Jeremy, o estudante adolescente do curta-metragem.
Nathan Vetterlein foi contratado pela Valve Corporation no início de 2006, Nathan interpreta o personagem Scout. Team Fortress 2 foi lançado em 10 de outubro de 2007. Em 15 de agosto de 2012, Nathan voltou a fazer uma nova linha de voz para Scout em Mann Vs Machine.
Nathan voltou como Scout em 2014 para o filme Expiration Date. Na nova atualização de Team Fortress 2 Jungle Inferno, Nathan voltou a dar voz ao Scout mais uma vez.
Nathan também foi chamado pela Valve para dar voz ao Church Guy de Left 4 Dead.
Nathan iniciou seu canal no YouTube em 2 de maio de 2016.

## Trabalhos

### Videogames
| Ano  | Título          | Dublagem | Notas |
| ---- | --------------- | -------- | ----- |
| 2006 | Team Fortress 2 | Scout    | [ 7 ] |

### Animação
| Ano  | Título            | Dublagem | Notas                            |
| ---- | ----------------- | -------- | -------------------------------- |
| 2009 | Meet The Scout    | Scout    | Curta animado de Team Fortress 2 |
| 2009 | Meet The Spy      | Scout    | Curta animado de Team Fortress 2 |
| 2009 | Meet The Sandvich | Scout    | Curta animado de Team Fortress 2 |
| 2011 | Meet The Medic    | Scout    | Curta animado de Team Fortress 2 |
| 2012 | Meet The Pyro     | Scout    | Curta animado de Team Fortress 2 |
| 2014 | Expiration Date   | Scout    | Curta animado de Team Fortress 2 |
| 2017 | Jungle Inferno    | Scout    | Curta animado de Team Fortress 2 |